# Oïdor
Oïdor era la denominació dels jutges membres de les Reials Audiències o Cancelleries, tribunals col·legiats originaris de Castella, que es van convertir en els màxims òrgans de justícia dins de l'Imperi Espanyol. El nom prové de la seva obligació d'escoltar (sentir) a les parts en un procés judicial, particularment durant la fase d'al·legats.